# Notophthiracarus minusculus
Notophthiracarus minusculus är en kvalsterart som beskrevs av Wojciech Niedbała 2004. Notophthiracarus minusculus ingår i släktet Notophthiracarus och familjen Phthiracaridae. Inga underarter finns listade i Catalogue of Life.